# 小行星8013
小行星8013（英語：8013 Gordonmoore）是一颗围绕太阳公转的小行星。1990年5月18日，埃莉諾·赫琳在帕洛马山发现了此天体。
这颗小行星的绝对星等为146.7827058877831等。